# Vernonburg
Vernonburg es un pueblo ubicado en el condado de Chatham en el estado estadounidense de Georgia. En el censo de 2000, su población era de 138.

## Demografía
En el 2000 la renta per cápita promedia del hogar era de $105,581, y el ingreso promedio para una familia era de $153,670. El ingreso per cápita para la localidad era de $49,391. Los hombres tenían un ingreso per cápita de $100,000 contra $11,563 para las mujeres.

## Geografía
Vernonburg se encuentra ubicado en las coordenadas 31°58′2″N 81°7′14″O / 31.96722, -81.12056 (31.967361, -81.12073).
Según la Oficina del Censo, la localidad tiene un área total de 0,9 km² (0,3 mi²), de la cual 0,9 km² (0,3 mi²) es tierra y 0 km² (0 mi²) (0.00%) es agua.